# Великий Бурлук (река)
Большо́й либо Вели́кий Бурлу́к (укр. Вели́кий Бурлу́к) — река в Харьковской области Украины, левый приток реки Северский Донец.

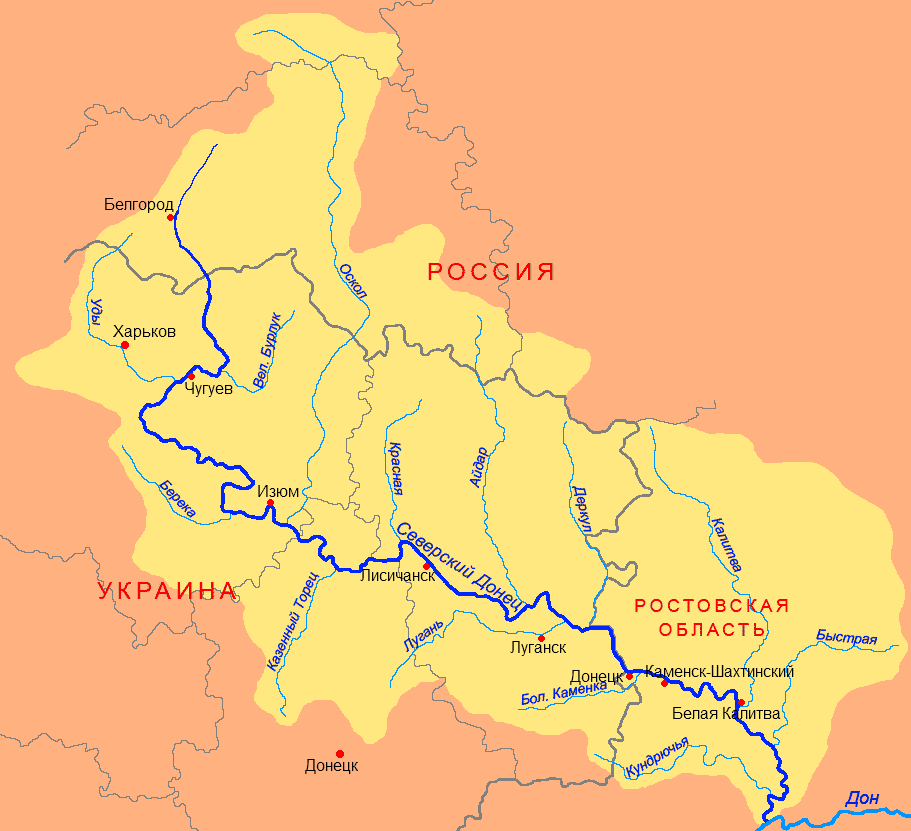
Бассейн Северского Донца

## Описание
Длина реки составляет 93 км, площадь водосборного бассейна — 1130 км². Исток реки расположен у села Малый Бурлук Великобурлукского района Харьковской области.
Река Великий Бурлук впадает в р. Северский Донец в 868 км от его устья. Уклон реки 0,88 м/км. В 63 км от устья реки в 1979 году построено Великобурлукское водохранилище. В устье реки, возле посёлка Печенеги, расположено крупное рыбное хозяйство.

## Течение
Объекты на реке Великий Бурлук (от истока к устью)
| Страна       | Область     | Расст. от устья, км | Расст. от истока, км | Название                       | Тип               | Примечание                                 |
| ------------ | ----------- | ------------------- | -------------------- | ------------------------------ | ----------------- | ------------------------------------------ |
| Флаг Украины | Харьковская | 93                  | 0                    |                                | исток             | Великобурлукский район Харьковской области |
| Флаг Украины | Харьковская | 80                  | 13                   | Великий Бурлук                 | посёлок гор. типа |                                            |
| Флаг Украины | Харьковская | 63                  | 30                   | Великобурлукское водохранилище |                   |                                            |
| Флаг Украины | Харьковская | 36                  | 57                   | Гу́синка                        | левый приток      | длина — 22 км, бассейн — 151 км²           |
| Флаг Украины | Харьковская | 4                   | 89                   | Сре́дний Бурлу́к                 | правый приток     | длина — 18 км, бассейн — 224 км²           |
| Флаг Украины | Харьковская | 0                   | 93                   |                                | устье             | в 868 км от устья р. Северский Донец       |